# كولين كامب
كولين كامب (بالإنجليزية: Colleen Camp)‏ هي منتجة أفلام وممثلة أمريكية، ولدت في 7 يونيو 1953 بسان فرانسيسكو في الولايات المتحدة.

## أعمال

### أفلام
- (1978) لعبة الموت
- (1979) القيامة الآن[6]
- (1983) فتاة الوادي
- (1993) لاست أكشن هيرو[7][8][9]
- (1995) موت قاسي مع انتقام[10][11][12]
- (1997)  تحكم أوتوماتيكي للسرعة[13]
- (2001) سباق الفئران
- (2002) المحاصرون[14][15]
- (2006) ماتيريال جيرلز
- (2008) أربعة أعياد ميلاد[16]
- (2013) احتيال أمريكي[17][18]
- (2014) هي مضحكة بتلك الطريقة[19][20]
- (2015) الجدة
- (2015) جوي[21]
- (2015) نوك نوك
- (2018) البيت مع الساعة على جدرانه[22]

### مسلسلات
- أميريكان داد!

## وصلات خارجية
- كولين كامب على موقع IMDb (الإنجليزية)
- كولين كامب على موقع روتن توميتوز (الإنجليزية)
- كولين كامب على موقع ألو سيني (الفرنسية)
- كولين كامب على موقع تيرنر كلاسيك موفيز (الإنجليزية)
- كولين كامب على موقع أول موفي (الإنجليزية)
- كولين كامب على موقع قاعدة بيانات برودواي على الإنترنت (الإنجليزية)
- كولين كامب على موقع قاعدة بيانات الأفلام السويدية (السويدية)
- كولين كامب على موقع إن إن دي بي (الإنجليزية)
- كولين كامب على موقع ديسكوغز (الإنجليزية)
- كولين كامب على موقع قاعدة بيانات الفيلم (الإنجليزية)